# Monica Jackson
Monica Jackson (geborenen Morris), (* 16. September 1920 in Kotagiri, Britisch-Indien; † 7. April 2020 in Edinburgh) war eine schottische Bergsteigerin und Teil der ersten nicht-männlichen Expedition zur Besteigung des Jugal Himal im Himalaya.

## Leben und Ausbildung
Monica Jackson wurde 1920 in Kotagiri geboren und wuchs in den Biligirirangan Hills in Südindien auf, wo ihr Vater Ralph Camroux Morris und ihre Mutter Heather, geb. Kinloch, Kaffeepflanzer waren. Bis zum Alter von 10 Jahren war Monica weitgehend Autodidaktin, bis sie schließlich mit ihrer Schwester Sheila auf ein Internat in Großbritannien, in das Dorf Arlesey in Bedfordshire, geschickt wurde. Mit 16 Jahren ging sie auf das Benington College in den USA, aber als der Zweite Weltkrieg begann, brach sie ihr Studium ab und kehrte nach Indien zurück. Dort lernte Monica Bob Jackson, einen Werbemanager, kennen und heiratete ihn. Sie bekamen zwei Kinder, Sue und Simon, und die Familie zog 1949 nach London. Dort wurde Monica Mitglied des Ladies Scottish Climbing Club.
Im Jahr 1955 bestieg sie zusammen mit Elizabeth (Betty) Stark und Evelyn McNicol den Jugal Himal. Die Expedition startete von Katmandu am 10. April 1955 und endete dort am 1. Juni. Sie schafften es, den bis dahin unkartierten Phurbal Chyachumbu Gletscher zu erreichen und erstiegen den 6151 m (20180 Fuß) hohen Gipfel an der Grenze zwischen Nepal und Tibet. Sie nannten ihn Gyalgen Peak, nach ihrem leitenden Sherpa. Jackson schrieb mit Elizabeth Stark 1957 das Buch "Tents in the Clouds: the first women's Himalayan expedition" über das Abenteuer.
Das vierte Mitglied der Expedition, Esmé Speakman, wurde durch eine bedauerliche Erkrankung daran gehindert, an der Expedition teilzunehmen. Ihre Präsenz ist im gesamten Buch allgegenwärtig, ist sie doch die Person, die die Gruppe zusammengebracht hatte, nachdem sie Monica Jackson in den französischen Alpen getroffen hatte. „Tents in the Clouds“ ist ausschließlich ihr gewidmet.
Danach war Monica eine sehr aktive Bergsteigerin in Großbritannien und im Ausland. Sie kletterte im Cilo Dağı in der Osttürkei (eine Expedition, die sie in ihrem 1966 erschienenen Buch The Turkish Time Machine beschrieb), im Atlasgebirge in Marokko und in den Alpen und Dolomiten.
Während ihre Kinder im Internat waren, lebte Monica mehrere Jahre lang dauerhaft in Tomintoul, bis sie nach einem Aufenthalt in Südengland zusammen mit ihrem Ehemann das Stein Inn auf der Isle of Skye betrieb. In ihren 50ern machte sie einen Abschluss in Archäologie und Anthropologie an der Universität Cambridge und forschte anschließend in Indien, finanziert durch das Ministry of Overseas Development. In einem Gebiet nicht weit von ihrem Geburtsort schrieb sie eine Dissertation über Kaste und Verwandtschaft und schloss 1976 ihre Promotion an der Universität Edinburgh ab. In Going Back schrieb sie einen autobiografischen Bericht über ihre Erfahrungen beim Aufwachsen in Indien und vor allem über ihren Aufenthalt in Kollepet, einer Stadt in Karnataka, zwischen 1974 und 1981.
Die Scottish National Portrait Gallery hatte von 2002 bis 2003 eine Ausstellung mit dem Titel On Top Of The World, die Bilder von Monica Jackson und ihrem Team zeigte.